# Korsbackakyrkan
Korsbackakyrkan är en kyrkobyggnad i Kävlinge. Den är församlingskyrka i Kävlinge församling i Lunds stift.

## Kyrkobyggnaden
Kyrkan uppfördes i brunrött tegel 1897 under nygotikens era, varför kyrkan domineras av denna stil, både exteriört och interiört. Arkitekt var Alfred Arwidius.
Kyrkorummet täcks av ett trätunnvalv med sju synliga bjälksparrar. Absiden är ett vitputsat valv. Golvet har cementplattor i gångar, kor, kapell och vapenhus. Bänkinredningen har trägolv. Träinredningen är brunmålad fabrikssnickeri i nygotisk stil. Fasaden är vitputsad på blinderingar och fönsteromfattningar. Kalkstensplattor täcker strävpelare och tinnar. Yttertaket är täckt med koppar.
Kyrkan invigdes första söndagen i advent, 28 november 1897. Fram till 1982 var namnet Kävlinge nya kyrka, vardagligt benämnd Nya kyrkan. Den är belägen på en höjd cirka 250 meter norr om Gamla kyrkan. Namnet Korsbacka kommer från backen vid vägkorset, som har gett namn åt området, kyrkan, Korsbackaskolan och Korsbackahallen. Ibland skrivs kyrkans namn Korsbacka kyrka.

## Inventarier
- Altarbilden är utförd av Fredrik Krebs och föreställer Jesus vid första nattvarden.
- Ett krucifix av trä är snidat av Bror Forslund och skänkt till kyrkan av konstnären.
- I triumfbågen finns ett hängande glaskors utfört av konstnären Erik Haglund, 1963.
- Korväggarna pryds av tre gobelänger i ryateknik. Dessa är ritade av Kirsten Hennix och tillverkade av församlingsbor.
- I västra delen av kyrkan finns sedan 2013 fyra stora tavlor av konstnären Limpo. De föreställer händelser i Jerusalem under påsken.

### Orgel
- 1980 byggde A. Mårtenssons Orgelfabrik AB, Lund en mekanisk orgel med cymbelstjärna. Fasaden är ritad av Torsten Leon-Nilson. Orgeln är placerad vid norra väggen.

| Huvudverk I   | Bröstverk II   | Pedal            | Koppel |
| Principal 8′  | Rörflöjt 8′    | Subbas 16′       | I/P    |
| Gedackt 8′    | Principal 4′   | Gedacktpommer 8′ | II/P   |
| Oktava 4′     | Koppelflöjt 4′ | Principal 4′     | II/I   |
| Flöjt 4′      | Blockflöjt 2′  | Fagott 16′       |        |
| Kvint 2 2/3′  | Larigot 1 1/3′ |                  |        |
| Oktava 2′     | Rörskalmeja 8′ |                  |        |
| Ters 1 3/5′   | Tremulant      |                  |        |
| Mixtur 4 chor |                |                  |        |
| Trumpet 8′    |                |                  |        |

#### Gamla orgeln
- Det finns även en äldre orgel som byggdes 1902 av Salomon Molander & Co, Göteborg och är en mekanisk orgel. 2014 renoverad och återställd av Bergenblad & Jonsson, Nye enligt restaureringsprogram av Anders Johnsson 2007.

| Huvudverk I (C–f3) | Svällverk II (C–f3) | Pedal (C–d1)  | Koppel    |
| Borduna 16′        | Violinprincipal 8′  | Subbas 16′    | I/P       |
| Principal 8′       | Salicional 8′       | Violoncell 8′ | II/P      |
| Gamba 8′           | Rörflöjt 8′         |               | II/I      |
| Flöjt Harmonik 8′  | Violin 4′           |               | I 4'/I    |
| Oktava 4′          | Flöjt Harmonik 4′   |               | II 16'/II |
| Oktava 2′          | Crescendosvällare   |               |           |
| Trumpet 8′         |                     |               |           |

Två fasta kombinationer (Piano och Forte)

## Galleri
Invändigt kyrkan i oktober 2013:

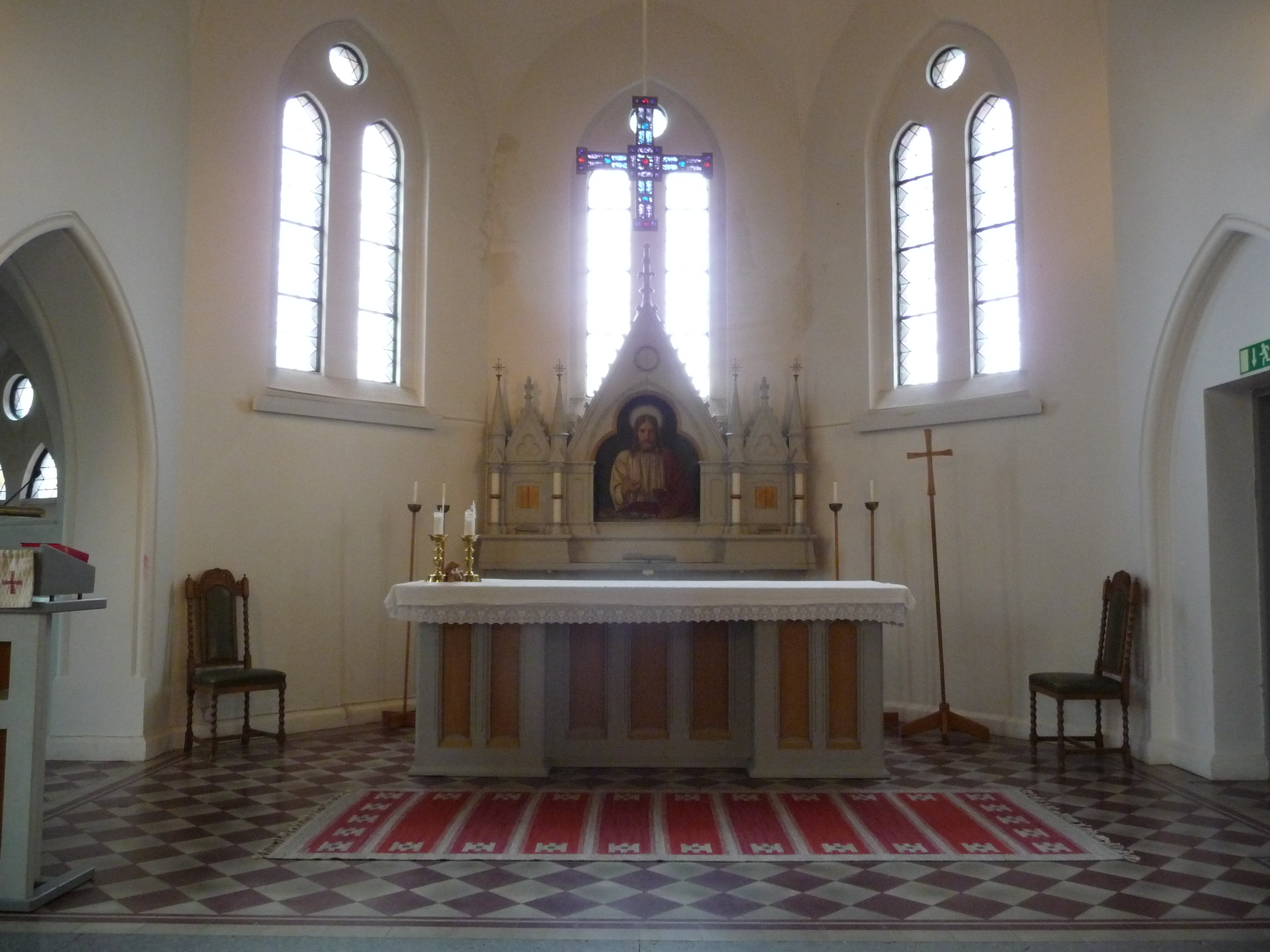
Altaret
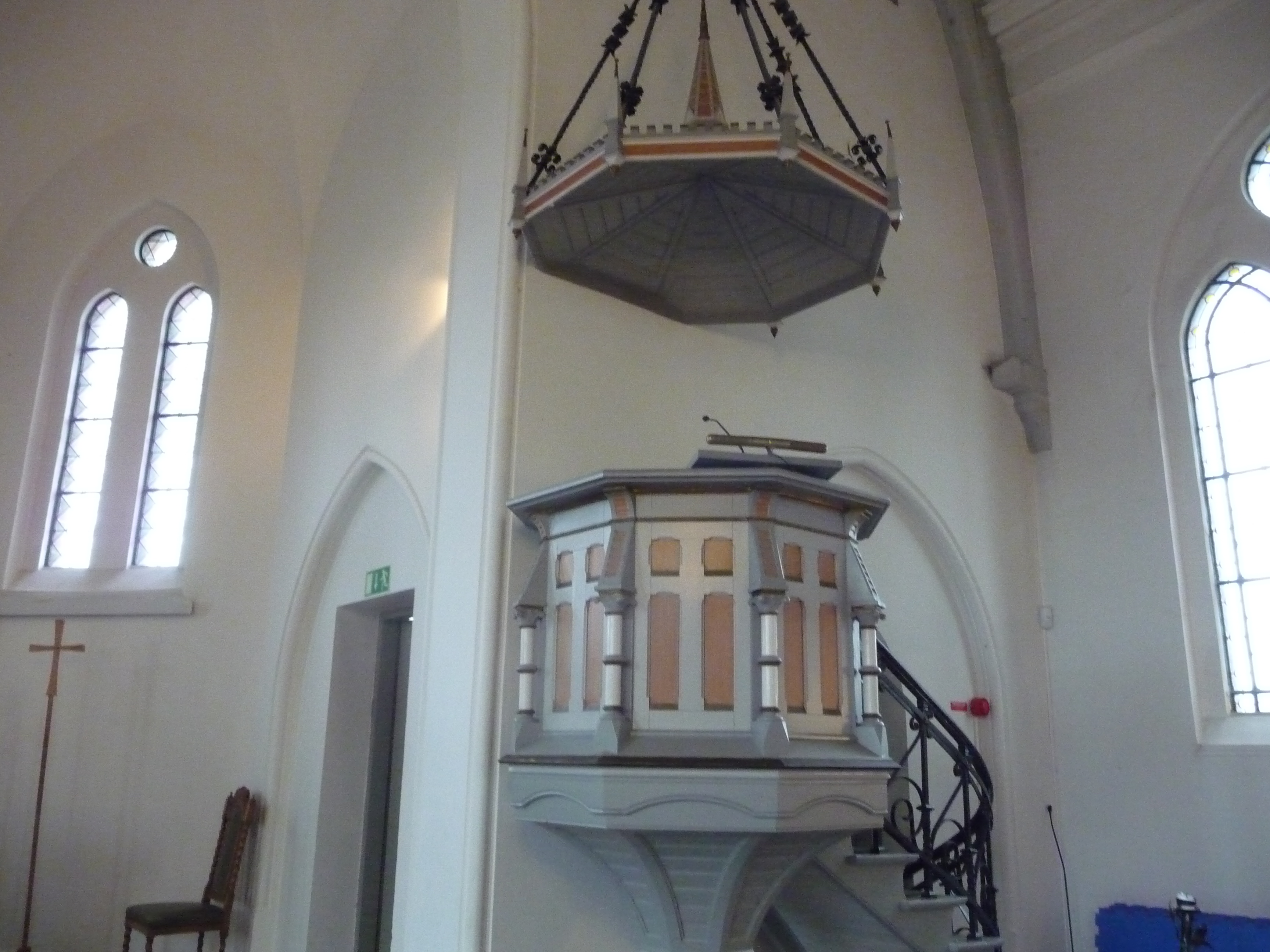
Predikstolen
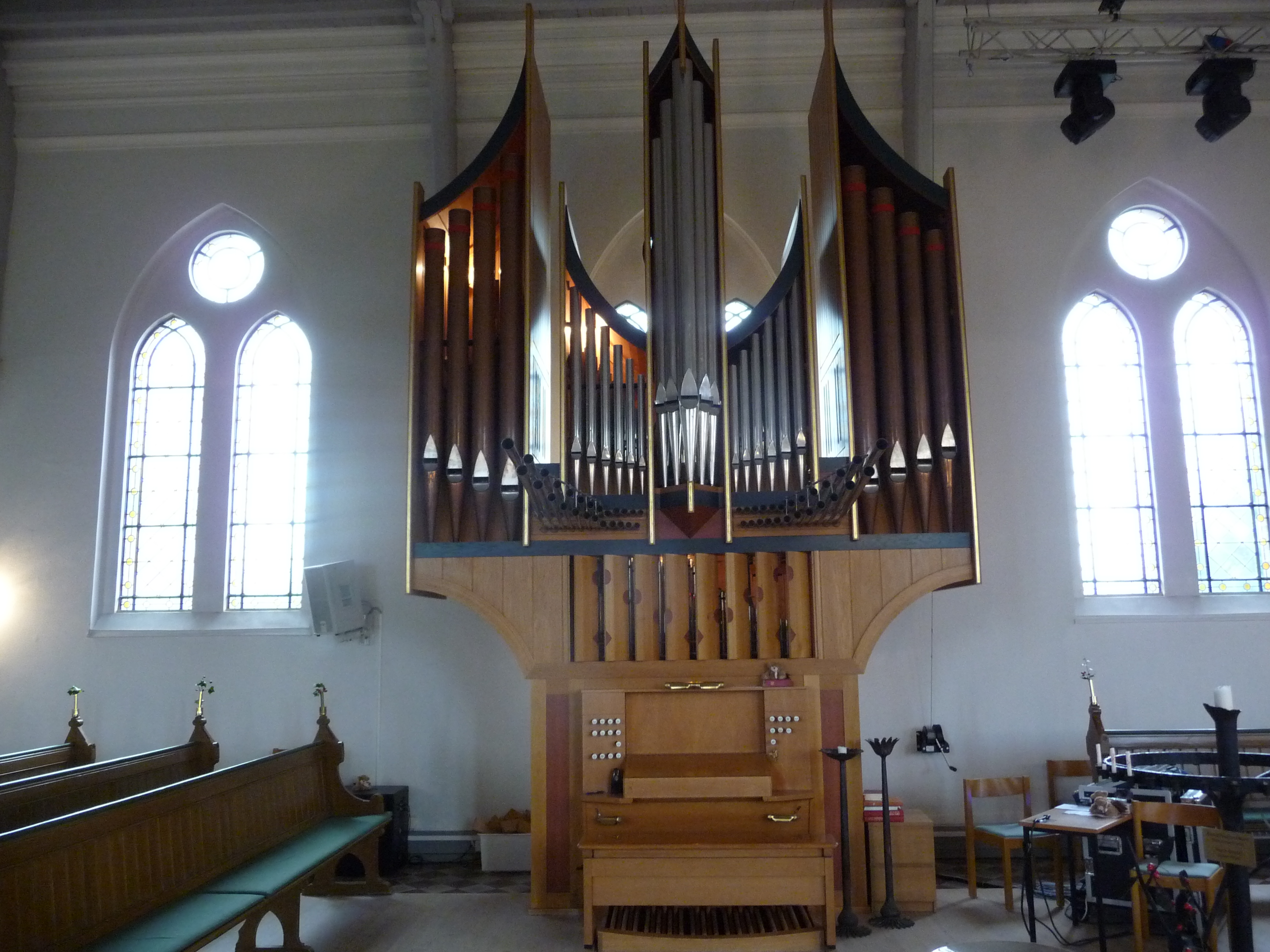
Orgeln
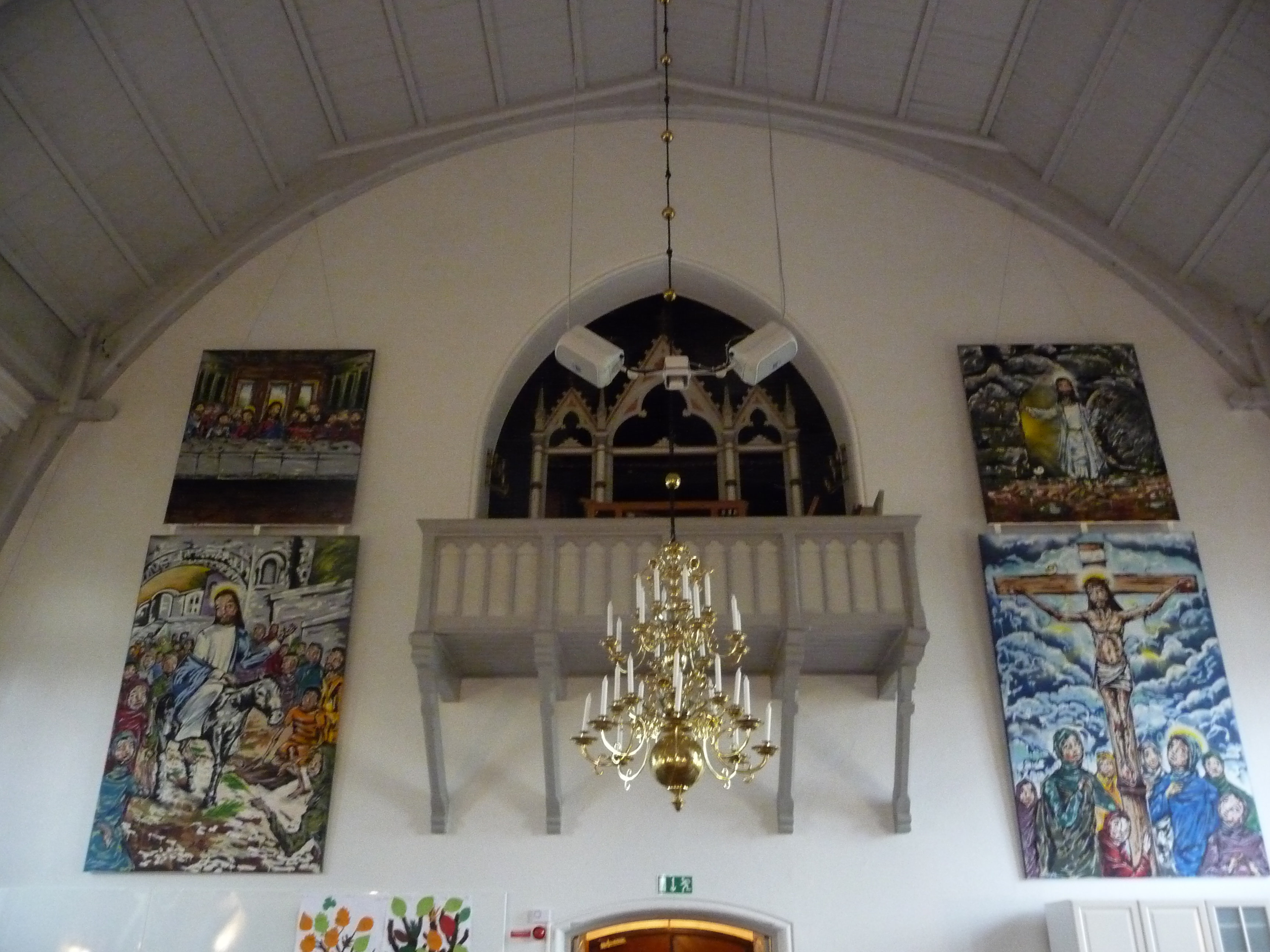
Tavlor av konstnären Limpo på västra väggen

### Webbkällor
- Lotta Eriksson och Emelie Petersson: Korsbackakyrkans kyrkogård, Regionmuseet Kristianstad| Kyrkor i Kävlinge kommun i Skåne län                                                                                                                                                                                                                                             | Kyrkor i Kävlinge kommun i Skåne län |
| --- | ------------------------------------ |
| |                                      |
| Barsebäcks kyrka · Dagstorps kyrka · Gamla kyrkan, Kävlinge · Hofterups kyrka · Högs kyrka · Korsbackakyrkan, Kävlinge · Lackalänga kyrka · Lilla Harrie kyrka · Löddeköpinge kyrka · Stora Harrie kyrka · Stävie kyrka · Södervidinge kyrka · Virke kyrka · Västra Karaby kyrka |                                      |